# Estelle Reiner
Estelle Reiner (New York, 5 giugno 1914 – Beverly Hills, 25 ottobre 2008) è stata un'attrice e cantante statunitense.

## Biografia
Nata a New York, nel Bronx, il 5 giugno 1914, nel 1943 sposò l'attore Carl Reiner, dal quale ebbe tre figli: il regista Rob Reiner, Lucas e Annie. Nel 1989 interpretò il suo ultimo ruolo nel film Harry, ti presento Sally…, dove pronunciò la celebre battuta Quello che ha preso la signorina, inserita al trentatreesimo posto nella lista delle migliori citazioni cinematografiche di tutti i tempi.

## Filmografia parziale
- Pastasciutta... amore mio! (Fatso), regia di Anne Bancroft (1980)
- The Man with Two Brains (1983)
- Essere o non essere (1983)
- Don, un cavallo per amico (1988)
- Harry, ti presento Sally... (1989)